# Línea 575 (Interurbanos Madrid)
La línea 575 de la red de autobuses interurbanos de Madrid une Boadilla del Monte con Brunete por la carretera M-513.

## Características
Esta línea une entre sí los municipios de Boadilla del Monte, Villanueva de la Cañada y Brunete.
Siguiendo la numeración de líneas del CRTM, las líneas que circulan por el corredor 5 son aquellas que dan servicio a los municipios situados en torno a la A-5 y comienzan con un 5. Aquellas numeradas dentro de la decena 570 corresponden a aquellas que circulan por Boadilla del Monte.
La línea no mantiene los mismos horarios todo el año, desde el 1 al 31 de agosto se reducen el número de expediciones los días laborables entre semana (sábados laborables, domingos y festivos tienen los mismos horarios todo el año), además de los días excepcionales vísperas de festivo y festivos de Navidad en los que los horarios también cambian y se reducen.
La línea está operada por la empresa Boadilla mediante la concesión administrativa VCM-502 - Madrid - Boadilla del Monte (Viajeros Comunidad de Madrid) del Consorcio Regional de Transportes de Madrid.
1. ↑  «Empresa Boadilla - Línea 575». Empresa Boadilla. Consultado el 1 de noviembre de 2023.

## Horarios

### 1 septiembre - 31 julio
| Lunes a viernes laborables | Lunes a viernes laborables | Sábados laborables | Sábados laborables | Domingos y festivos | Domingos y festivos |
| Boadilla > Brunete         | Brunete > Boadilla         | Boadilla > Brunete | Brunete > Boadilla | Boadilla > Brunete  | Brunete > Boadilla  |
| 06:15                      | 06:35                      | 06:30              | 06:50              | 06:30               | 06:50               |
| 07:00                      | 07:20                      | 07:30              | 07:50              | 07:30               | 07:50               |
| 07:30                      | 07:50                      | 08:30              | 08:50              | 08:30               | 08:50               |
| 08:00                      | 08:20                      | 09:30              | 09:50              | 09:30               | 09:50               |
| 08:30                      | 08:50                      | 10:30              | 10:50              | 10:30               | 10:50               |
| 09:00                      | 09:20                      | 11:30              | 11:50              | 11:30               | 11:50               |
| 09:30                      | 09:50                      | 12:30              | 12:50              | 12:30               | 12:50               |
| 10:30                      | 10:50                      | 13:30              | 13:50              | 13:30               | 13:50               |
| 11:30                      | 11:50                      | 14:30              | 14:50              | 14:30               | 14:50               |
| 12:30                      | 12:50                      | 15:30              | 15:50              | 15:30               | 15:50               |
| 13:30                      | 13:50                      | 16:30              | 16:50              | 16:30               | 16:50               |
| 14:00                      | 14:20                      | 17:30              | 17:50              | 17:30               | 17:50               |
| 14:30                      | 14:50                      | 18:30              | 18:50              | 18:30               | 18:50               |
| 15:00                      | 15:20                      | 19:30              | 19:50              | 19:30               | 19:50               |
| 15:30                      | 15:50                      | 20:30              | 20:50              | 20:30               | 20:50               |
| 16:00                      | 16:20                      | 21:30              | 21:50              | 21:30               | 21:50               |
| 16:30                      | 16:50                      | 22:30              | 22:50              | 22:30               | 22:50               |
| 17:00                      | 17:20                      | 23:30              | 23:50              |                     |                     |
| 17:30                      | 17:50                      |                    |                    |                     |                     |
| 18:00                      | 18:20                      |                    |                    |                     |                     |
| 18:30                      | 18:50                      |                    |                    |                     |                     |
| 19:00                      | 19:20                      |                    |                    |                     |                     |
| 19:30                      | 19:50                      |                    |                    |                     |                     |
| 20:30                      | 20:50                      |                    |                    |                     |                     |
| 21:30                      | 21:50                      |                    |                    |                     |                     |
| 22:30                      | 22:50                      |                    |                    |                     |                     |

### 1 - 31 agosto
| Lunes a sábados laborables | Lunes a sábados laborables | Domingos y festivos | Domingos y festivos |
| Boadilla > Brunete         | Brunete > Boadilla         | Boadilla > Brunete  | Brunete > Boadilla  |
| 06:30                      | 06:50                      | 06:30               | 06:50               |
| 07:30                      | 07:50                      | 07:30               | 07:50               |
| 08:30                      | 08:50                      | 08:30               | 08:50               |
| 09:30                      | 09:50                      | 09:30               | 09:50               |
| 10:30                      | 10:50                      | 10:30               | 10:50               |
| 11:30                      | 11:50                      | 11:30               | 11:50               |
| 12:30                      | 12:50                      | 12:30               | 12:50               |
| 13:30                      | 13:50                      | 13:30               | 13:50               |
| 14:30                      | 14:50                      | 14:30               | 14:50               |
| 15:30                      | 15:50                      | 15:30               | 15:50               |
| 16:30                      | 16:50                      | 16:30               | 16:50               |
| 17:30                      | 17:50                      | 17:30               | 17:50               |
| 18:30                      | 18:50                      | 18:30               | 18:50               |
| 19:30                      | 19:50                      | 19:30               | 19:50               |
| 20:30                      | 20:50                      | 20:30               | 20:50               |
| 21:30                      | 21:50                      | 21:30               | 21:50               |
| 22:30                      | 22:50                      | 22:30               | 22:50               |
| 23:30                      | 23:50                      |                     |                     |

1. 1 2 3 4 5  Horarios de paso APROXIMADO por la Plaza del Altozano

## Recorrido y paradas

### Sentido Brunete
| Código | Parada                                       | Común con                 | Conexiones con Metro Ligero | Municipio               | Zona |
| ------ | -------------------------------------------- | ------------------------- | --------------------------- | ----------------------- | ---- |
| 17172  | Ctra. Villaviciosa - Est. Ferial de Boadilla | 566 567 573 2 3           | Ferial de Boadilla          | Boadilla del Monte      |      |
| 09915  | Ctra. Villaviciosa - Guardia Civil           | 566 567 2 3               |                             | Boadilla del Monte      |      |
| 15568  | Ctra. Majadahonda - Av. Adolfo Suárez        | 566 567 571 573 574 1 2 3 |                             | Boadilla del Monte      |      |
| 15065  | Ctra. Majadahonda - Est. Boadilla Centro     | 566 567 571 573 574 1 2 3 | Boadilla Centro             | Boadilla del Monte      |      |
| 17338  | Alberca - Bárbara de Braganza                | 565 571 573 574 1 4       |                             | Boadilla del Monte      |      |
| 12180  | Av. Nuevo Mundo - Est. Nuevo Mundo           | 565 573 574 1 4           | Nuevo Mundo                 | Boadilla del Monte      |      |
| 12184  | Av. Siglo XXI - Est. Siglo XXI               | 565 571 573 574 1 4       | Siglo XXI                   | Boadilla del Monte      |      |
| 12187  | Av. Infante Don Luis - Gregorio Marañón      | 571 573 574 1             | Infante Don Luis            | Boadilla del Monte      |      |
| 12188  | Av. Infante Don Luis - Instituto             | 571 573 574 1             |                             | Boadilla del Monte      |      |
| 15304  | M. Ángel Cantero Oliva - Centro Comercial    | 571 573 574 1             |                             | Boadilla del Monte      |      |
| 15577  | M. Ángel Cantero Oliva - Jaime Ferrán        | 573 574                   |                             | Boadilla del Monte      |      |
| 15542  | Av. Monte Segovia - Centro Comercial         | 571 1                     |                             | Boadilla del Monte      |      |
| 15067  | Ctra. M-513 - Monte Romanillos               |                           |                             | Brunete                 |      |
| 18218  | Ctra. M-513 - Vivero                         |                           |                             | Brunete                 |      |
| 10483  | Ctra. M-513 - Urb. Raya del Palancar         | 580                       |                             | Villanueva de la Cañada |      |
| 08980  | Ctra. M-513 - Urb. Guadamonte                | 580                       |                             | Villanueva de la Cañada |      |
| 12154  | Ctra. M-513 - Granja Escuela                 | 580                       |                             | Brunete                 |      |
| 15070  | Ctra. M-513 - La Chopera                     | 580                       |                             | Brunete                 |      |
| 08935  | Pza. Altozano - Madrid                       | 530 580 581 627           |                             | Brunete                 |      |

### Sentido Boadilla
| Código | Parada                                       | Común con                 | Conexiones con Metro Ligero | Municipio               | Zona |
| ------ | -------------------------------------------- | ------------------------- | --------------------------- | ----------------------- | ---- |
| 08935  | Pza. Altozano - Madrid                       | 530 580 581 627           |                             | Brunete                 |      |
| 08933  | Real de San Sebastián - Caridad              | 530 580 581 627           |                             | Brunete                 |      |
| 08931  | Real de San Sebastián - Amargura             | 530 580 581 627           |                             | Brunete                 |      |
| 12153  | Ctra. M-513 - La Chopera                     | 580                       |                             | Brunete                 |      |
| 15069  | Ctra. M-513 - Granja Escuela                 | 580                       |                             | Brunete                 |      |
| 08981  | Av. Río - Urb. Guadamonte                    | 580                       |                             | Villanueva de la Cañada |      |
| 10485  | Ctra. M-513 - Urb. Raya del Palancar         | 580                       |                             | Villanueva de la Cañada |      |
| 12155  | Ctra. M-513 - Vivero                         |                           |                             | Brunete                 |      |
| 15068  | Ctra. M-513 - Monte Romanillos               | 4                         |                             | Brunete                 |      |
| 10479  | Av. Monte Segovia - Centro Comercial         | 571 1                     |                             | Boadilla del Monte      |      |
| 15578  | M. Ángel Cantero Oliva - Jaime Ferrán        | 573 574                   |                             | Boadilla del Monte      |      |
| 15305  | M. Ángel Cantero Oliva - Centro Comercial    | 571 573 574 1             |                             | Boadilla del Monte      |      |
| 12189  | Av. Infante Don Luis - Menéndez Pidal        | 571 573 574 1             |                             | Boadilla del Monte      |      |
| 12186  | Av. Infante Don Luis - Federico Gª Lorca     | 571 573 574 1             | Infante Don Luis            | Boadilla del Monte      |      |
| 12185  | Av. Siglo XXI - Est. Siglo XXI               | 565 571 573 574 1 4       | Siglo XXI                   | Boadilla del Monte      |      |
| 12181  | Av. Nuevo Mundo - Est. Nuevo Mundo           | 565 573 574 1 4           | Nuevo Mundo                 | Boadilla del Monte      |      |
| 09886  | Alberca - Instituto                          | 565 571 573 574 1 4       |                             | Boadilla del Monte      |      |
| 12296  | Ctra. Majadahonda - Est. Boadilla Centro     | 566 567 571 573 574 1 2 3 | Boadilla Centro             | Boadilla del Monte      |      |
| 15066  | Ctra. Majadahonda - Av. Adolfo Suárez        | 566 567 571 573 574 1 2 3 |                             | Boadilla del Monte      |      |
| 17479  | Ctra. Majadahonda - Guardia Civil            | 566 567 2 3               |                             | Boadilla del Monte      |      |
| 17170  | Ctra. Villaviciosa - Est. Ferial de Boadilla | 566 567                   | Ferial de Boadilla          | Boadilla del Monte      |      |